# Андрієвиця
Андрієвиця (чорн. Andrijevica) — місто в Чорногорії, адміністративний центр однойменної общини Андрієвиця. Населення — 1073 (2003).